# 凱特·華娜
嘉芙蓮·安·華娜（英語：Catherine Ann Warner，1948年7月14日—），澳大利亚塔斯马尼亚州第28任总督，此前是著名研究刑法的專家。
2014年獲時任州長威爾·霍奇曼提名為州督，接替任內病逝的彼得·安德伍德，乃首名任此職的女性。任內曾確診非霍奇金氏淋巴瘤，痊愈後更兩度獲延任。